# Улавун
Улавун (англ. Ulawun) — действующий базальтовый и андезитовый стратовулкан, расположенный на острове Новая Британия (Папуа — Новая Гвинея), примерно в 130 км к юго-западу от города Рабаул. Высота вулкана составляет 2334 м, что делает его высшей точкой архипелага Бисмарка. Значительная часть покрыта растительностью, тем не менее на высоте свыше 1000 м она отсутствует. Второстепенные вулканические конусы находятся на северо-западной и восточной стороне.
Улавун относится к одним из наиболее активных вулканов Папуа — Новой Гвинеи. Его первое зарегистрированное извержение произошло в 1700 году, когда мимо острова Новая Британия проплывал британский путешественник Уильям Дампир. Следующее извержение произошло только в 1915 году, когда поселение Ториу, расположенное примерно в 50 км к северо-востоку от Улавуна, было накрыто слоем пепла в 10 см. Всего с начала XVIII века произошло 44 вулканических извержения, последнее из которых было в 2022 году.